# Pseudoclitocybe
Pseudoclitocybe is een geslacht van schimmels behorend tot de familie Pseudoclitocybaceae. De typesoort is de bruine schijntrechterzwam (Pseudoclitocybe cyathiformis).

## Soorten
| Soortnaam                                                   | Auteur(s)              | Publicatiejaar |
| ----------------------------------------------------------- | ---------------------- | -------------- |
| Pseudoclitocybe atra                                        | (Velen.) Harmaja       | 1974           |
| Pseudoclitocybe bacillaris                                  | (Pers.) Singer         | 1961           |
| Pseudoclitocybe beschidica                                  | Singer & Kuthan        | 1980           |
| Pseudoclitocybe cyathiformis (Bruine schijntrechterzwam)    | (Bull.) Singer         | 1956           |
| Pseudoclitocybe expallens (Roetkleurige schijntrechterzwam) | (Pers.) M.M. Moser     | 1967           |
| Pseudoclitocybe foetida                                     | (G. Stev.) J.A. Cooper | 2014           |
| Pseudoclitocybe indica                                      | Rawla & S. Arya        | 1990           |
| Pseudoclitocybe lapalmaensis                                | Dähncke & Contu        | 2010           |
| Pseudoclitocybe lenta                                       | Corner                 | 1994           |
| Pseudoclitocybe martipanis                                  | Singer                 | 1969           |
| Pseudoclitocybe obbata                                      | (Fr.) Singer           | 1962           |
| Pseudoclitocybe parvula                                     | Raithelh.              | 1974           |
| Pseudoclitocybe sabulophila                                 | (H.E. Bigelow) Contu   | 2010           |
| Pseudoclitocybe sphagneti                                   | Raithelh.              | 1972           |
| Pseudoclitocybe trivialis                                   | Raithelh.              | 1979           |